# ISO 3166-2:LK
ISO 3166-2:LK est l'entrée pour le Sri Lanka dans l'ISO 3166-2, qui fait partie du standard ISO 3166, publié par l'Organisation internationale de normalisation (ISO), et qui définit des codes pour les noms des principales administrations territoriales (e.g. provinces ou États fédérés) pour tous les pays ayant un code ISO 3166-1.
Les langues utilisées sont
- Anglais
- Cingalais (établi lors de la conférence des Nations unies tenue en mai 1972)
- Tamoul (établi par un groupe d'experts des Nations unies en 1972 (II/11) et amendé en 1977 (III/12) )

## Province (9)
| Code | Nom de la subdivision                | Nom de la subdivision | Nom de la subdivision  |
| Code | en anglais (en français)             | en cingalais          | en tamoul              |
| ---- | ------------------------------------ | --------------------- | ---------------------- |
| LK-1 | Western Province (Ouest)             | Basnāhira paḷāta      | Mel mākāṇam            |
| LK-2 | Central Province (Centre)            | Madhyama paḷāta       | Mattiya mākāṇam        |
| LK-3 | Southern Province (Sud)              | Dakuṇu paḷāta         | Tĕṉ mākāṇam            |
| LK-4 | Northern Province (Nord)             | Uturu paḷāta          | Vaṭakku mākāṇam        |
| LK-5 | Eastern Province (Est)               | Næ̆gĕnahira paḷāta     | Kil̮akku mākāṇam        |
| LK-6 | North Western Province (Nord-Ouest)  | Vayamba paḷāta        | Vaṭamel mākāṇam        |
| LK-7 | North Central Province (Centre-Nord) | Uturumæ̆da paḷāta      | Vaṭamattiya mākāṇam    |
| LK-8 | Uva Province (Uva)                   | Ūva paḷāta            | Ūvā mākāṇam            |
| LK-9 | Sabaragamuwa Province (Sabaragamuwa) | Sabaragamuva paḷāta   | Chappirakamuva mākāṇam |

## Districts (25)
Les noms des subdivisions sont listés selon l'usage de la norme ISO 3166-2, publiée par l'agence de maintenance de l'ISO 3166.
Le premier chiffre correspond à la province : LK-11 (District de Colombo) appartient à LK-1 (Province de l'Ouest)
| Code  | Nom de la subdivision | Nom de la subdivision | Nom de la subdivision | Subdivision parent |
| Code  | en anglais            | en cingalais          | en tamoul             | Subdivision parent |
| ----- | --------------------- | --------------------- | --------------------- | ------------------ |
| LK-11 | Colombo               | Kŏḷamba               | Kŏl̮umpu               | LK-1               |
| LK-12 | Gampaha               | Gampaha               | Kampahā               | LK-1               |
| LK-13 | Kalutara              | Kaḷutara              | Kaḷuttuṟai            | LK-1               |
| LK-21 | Kandy                 | Mahanuvara            | Kaṇṭi                 | LK-2               |
| LK-22 | Matale                | Mātale                | Māttaḷai              | LK-2               |
| LK-23 | Nuwara Eliya          | Nuvara Ĕliya          | Nuvarĕliyā            | LK-2               |
| LK-31 | Galle                 | Gālla                 | Kāli                  | LK-3               |
| LK-32 | Matara                | Mātara                | Māttaṛai              | LK-3               |
| LK-33 | Hambantota            | Hambantŏṭa            | Ampāntōṭṭai           | LK-3               |
| LK-41 | Jaffna                | Yāpanaya              | Yāl̮ppāṇam             | LK-4               |
| LK-42 | Kilinochchi           | Kilinŏchchi           | Kiḷinochchi           | LK-4               |
| LK-43 | Mannar                | Mannārama             | Maṉṉār                | LK-4               |
| LK-44 | Vavuniya              | Vavuniyāva            | Vavuṉiyā              | LK-4               |
| LK-45 | Mullaittivu           | Mulativ               | Mullaittīvu           | LK-4               |
| LK-51 | Batticaloa            | Maḍakalapuva          | Maṭṭakkaḷappu         | LK-5               |
| LK-52 | Ampara                | Ampāra                | Ampāṟai               | LK-5               |
| LK-53 | Trincomalee           | Trikuṇāmalaya         | Tirukŏṇamalai         | LK-5               |
| LK-61 | Kurunegala            | Kuruṇægala            | Kurunākal             | LK-6               |
| LK-62 | Puttalam              | Puttalama             | Puttaḷam              | LK-6               |
| LK-71 | Anuradhapura          | Anurādhapura          | Anurātapuram          | LK-7               |
| LK-72 | Polonnaruwa           | Pŏḷŏnnaruva           | Pŏlaṉṉaṛuvai          | LK-7               |
| LK-81 | Badulla               | Badulla               | Patuḷai               | LK-8               |
| LK-82 | Monaragala            | Mŏṇarāgala            | Mŏṉarākalai           | LK-8               |
| LK-91 | Ratnapura             | Ratnapura             | Irattiṉapuri          | LK-9               |
| LK-92 | Kegalla               | Kægalla               | Kekālai               | LK-9               |

## Historiques
Historique des changements
- 19 février 2010 : Ajout du préfixe au premier niveau, ajout de noms dans les langues administratives
- 2 août 2012 : Rajouter une langue administrative
- 18 décembre 2014 : Alignement de la forme courte française en minuscules avec UNTERM; mise à jour des remarques en français